# Michael Bosnjak

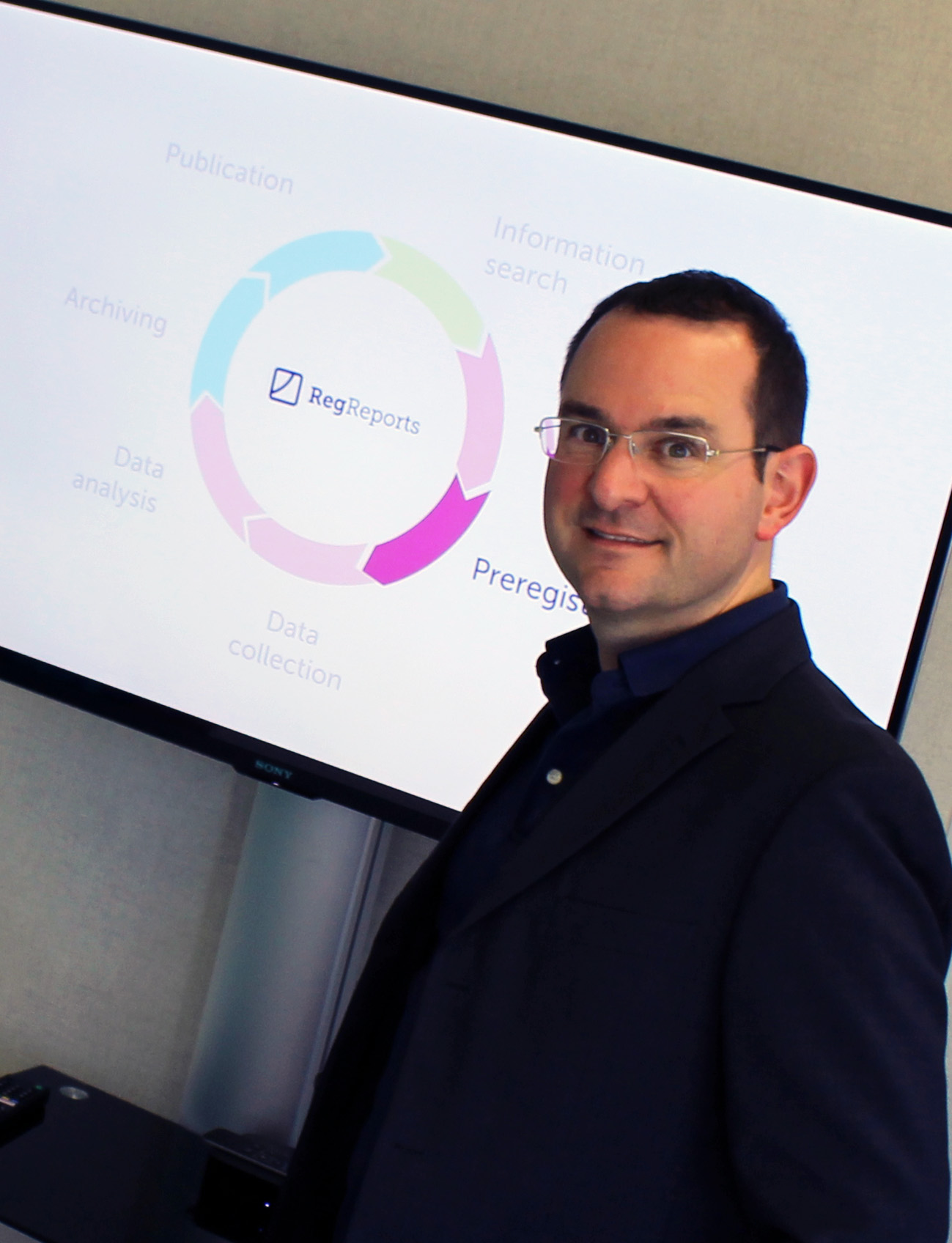
Michael Bosnjak (2017)

Michael Bosnjak (* 12. September 1971 in Freiburg im Breisgau, Deutschland) ist ein deutsch-kroatischer Psychologe. Er ist W3-Professor für Psychologische Methodenlehre an der Universität Trier und war von 2017 bis 2021 Direktor des Leibniz-Instituts für Psychologie (ZPID). Im Jahr 2022 war er abgeordneter Wissenschaftlicher Direktor und Leiter der Abteilung 2 (Epidemiologie und Gesundheitsmonitoring) am Robert Koch-Institut (RKI) in Berlin.

## Akademischer und beruflicher Werdegang
Nach seinem Studium der Psychologie an der Albert-Ludwigs-Universität Freiburg (bis 1997), das er als Diplom-Psychologe abschloss, war Bosnjak zunächst als Doktorand und wissenschaftlicher Mitarbeiter an der Universität Heidelberg, anschließend als wissenschaftlicher Mitarbeiter am ehemaligen Zentrum für Umfragen, Methoden und Analysen (ZUMA) in Mannheim (1998–2003) tätig. Er promovierte 2002 an der Universität Mannheim (Titel der Dissertation: (Non)Response bei Web-Befragungen, summa cum laude). Von 2003 bis 2008 war Bosnjak Hochschulassistent (C1, aktuelle Bezeichnung: Juniorprofessor) für Konsumentenpsychologie und psychologische Forschungsmethoden an der Universität Mannheim, bevor er als Professor für Marketing an die Wirtschaftswissenschaftliche Fakultät der Freien Universität Bozen (2008–2015) ging. 2007 wurde ihm von der Mannheimer Universität die venia legendi für Psychologie verliehen. Im Jahr 2013 erhielt er einerseits von der Universität Mannheim eine Honorarprofessur an der Fakultät für Sozialwissenschaften und darüber hinaus die „Italian National Habilitation for Management“ verliehen, welche ihn befähigt, in Italien einen Lehrstuhl für Unternehmensführung zu bekleiden. Im selben Jahr wurde er Teamleiter am GESIS-Leibniz-Institut für Sozialwissenschaften, baute das GESIS Panel auf (2013–2016) und leitete den Bereich Survey Operations (2015–2017). Im Jahr 2016 wurde Bosnjak W3-Professor für evidenzbasierte Umfragemethodik an der Sozialwissenschaftlichen Fakultät der Universität Mannheim. Diese Positionen hielt er bis zu seinem Wechsel als Direktor des Leibniz-Instituts für Psychologie und als Professor für Psychologische Methodenlehre an der Universität Trier am 1. Juli 2017 inne. Im Jahr 2022 war Michael Bosnjak Wissenschaftlicher Direktor für Epidemiologie und Gesundheitsmonitoring am Robert Koch-Institut.

## Forschungsschwerpunkte
Bosnjaks Forschungsschwerpunkte liegen u. a. in den Bereichen Forschungssynthesemethoden, Konsumenten-/Wirtschaftspsychologie sowie Fragebogenmethodik.

## Auszeichnungen
- 2003 Karin-Islinger-Preis (beste Dissertation an der Fakultät für Sozialwissenschaften der Universität Mannheim 2002)
- 2007 Nominierung der Mannheimer Psychologie-Fachschaft für den Landeslehrpreis des Landes Baden-Württemberg[6]
- 2011 Isaac Manasseh Meyer Fellowship, verliehen von der National University of Singapore
- 2013 Honorarprofessur, Fakultät für Sozialwissenschaften, Universität Mannheim